# Hotarubi no Mori e
Hotarubi no Mori e (蛍火の杜へ?) (“Hacia el bosque de las luciérnagas”) es un manga one-shot creado por Yuki Midorikawa. Se adaptó a una película de anime en 2011, dirigida por Takahiro Omori y cuya banda sonora fue compuesta por Makoto Yoshimori.
En los 66.os Premios Cinematográficos Mainichi, Hotarubi no Mori e ganó el premio a la película de animación.

## Argumento
Hotaru Takegawa es una niña que siempre pasa el verano en la casa de su abuelo en un pequeño pueblo. Durante un verano, cuando tenía 6 años, ella se pierde en el bosque de la montaña que hay junto al pueblo y comienza a llorar desesperada por no saber cómo salir de él, hasta que se aparece ante ella Gin, un misterioso chico con una máscara de zorro que resulta ser un "yōkai", un espíritu que vive en ese bosque como muchos y que si es tocado por un humano, dejará de existir. 
Gracias a Gin, Hotaru consigue salir del bosque y encontrarse con su abuelo. A partir de ese momento, Gin y Hotaru pasan todos los días de verano jugando dentro del bosque; no sólo durante ese año, sino durante todos los veranos siguientes, desarrollando una fuerte amistad que con el paso de los años se transforma en amor el uno por el otro.

## Personajes
Hotaru Takegawa (竹川蛍,  Takegawa Hotaru?)
Seiyū: Ayane Sakura
Con su cabello castaño y sus ojos azules, Hotaru es desde el inicio una niña alegre, activa y muy curiosa. Junto a Gin pasa los mejores veranos de su vida y se enamora por primera vez y le demuestra a Gin que no está solo, ganándose su corazón y amor casi desde el principio.
Gin (ギン?)
Seiyū: Kōki Uchiyama
Ocultando su rostro bajo una máscara tradicional de zorro durante casi toda la película, Gin es un “yōkai” de pelo plateado y profundos ojos ámbar que habita en el bosque perteneciente al Dios de la Montaña. No puede ser tocado por humanos, por lo que siempre evita el contacto con Hotaru. A pesar de ser frío y reservado al principio cuando conoce a Hotaru, acaba enamorándose de ella y por fin sintiéndose muy feliz de conocer de primera mano cómo es sentir el amor y el cariño de alguien.

## Música
La banda sonora original (OST)  se publicó el 24 de agosto de 2011, menos de un mes antes del lanzamiento de la película de anime. La música fue grabada por  Makoto Yoshimori, y el tema final, "Natsu o Miteita" (夏 を 見 て い た, Lit. "Estaba viendo verano"), fue cantado por Shizuru Otaka. 
Todas las canciones fueron escritas y compuestas por Makoto Yoshimori.
Lista de canciones
| N.º | Título                                                    | Duración |  |
| 1.  | «"Natsu wo Miteita" (夏を見ていた I Was Watching Summer)» | 5:28     |  |
| 2.  | «"Komorebi no Komichi" (木漏れ日の小道)»                  | 2:58     |  |
| 3.  | «"Ojii-chan no Tenohira" (おじいちゃんの手のひら)»        | 2:58     |  |
| 4.  | «"Aru Hi, Mori no Naka" (ある日、森の中)»                 | 2:47     |  |
| 5.  | «"Natsu to Machiawasete" (夏と待ち合わせて)»              | 3:44     |  |
| 6.  | «"Chiyokoreito" (ちよこれいと)»                           | 1:52     |  |
| 7.  | «"Yurayura to Hirahira to" (ゆらゆらとひらひらと)»        | 4:02     |  |
| 8.  | «"Aki mo Fuyu mo Haru mo" (秋も冬も春も)»                 | 4:26     |  |
| 9.  | «"Tsuki no Ito Akaki ni" (月のいとあかきに)»              | 3:34     |  |
| 10. | «"Kanakana Shigure" (かなかなしぐれ)»                     | 3:48     |  |
| 11. | «"Yamagami no Mori e" (山神の森へ)»                       | 3:31     |  |
| 12. | «"Shuiro no Inori" (朱色の祈り)»                          | 1:54     |  |